# Hans von Trotha

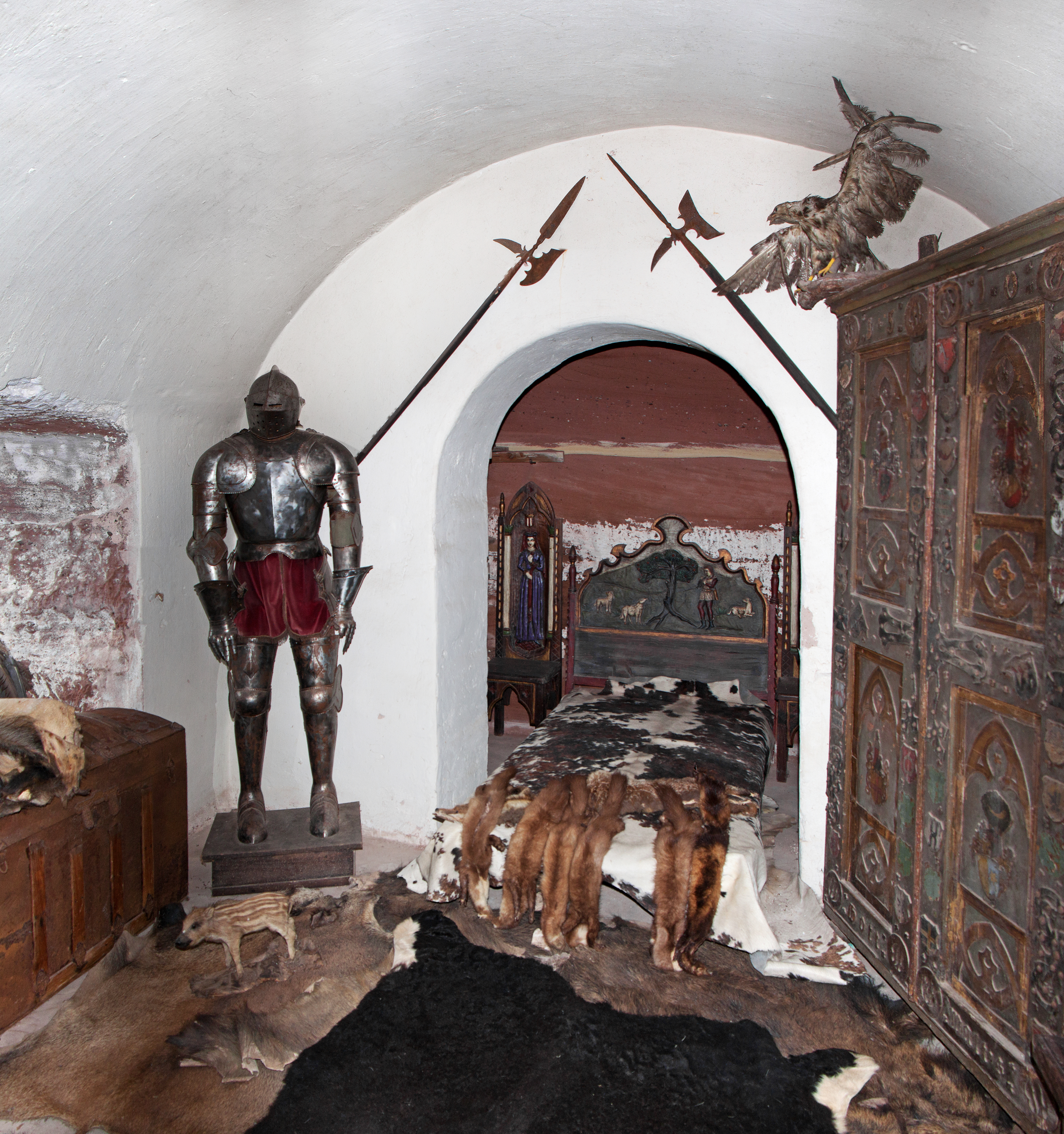
Burg Berwartstein – nachgestelltes Schlafzimmer des Ritters

Ritter Hans von Trotha (* vermutlich 1445/50 in Krosigk; † 26. Oktober 1503 auf Burg Berwartstein) war Marschall der Kurfürsten von der Pfalz. Er wurde 1480 vom Kurfürsten mit den beiden Burgen Berwartstein und Grafendahn belehnt, die im südpfälzischen Teil des Wasgaus (heute Rheinland-Pfalz) liegen. Dort und im angrenzenden Elsass ist der Ritter im Volksmund als „Hans Trapp“ oder (seltener) „Hans Trott“ bzw. „Hans Drot“ bekannt.

## Familie

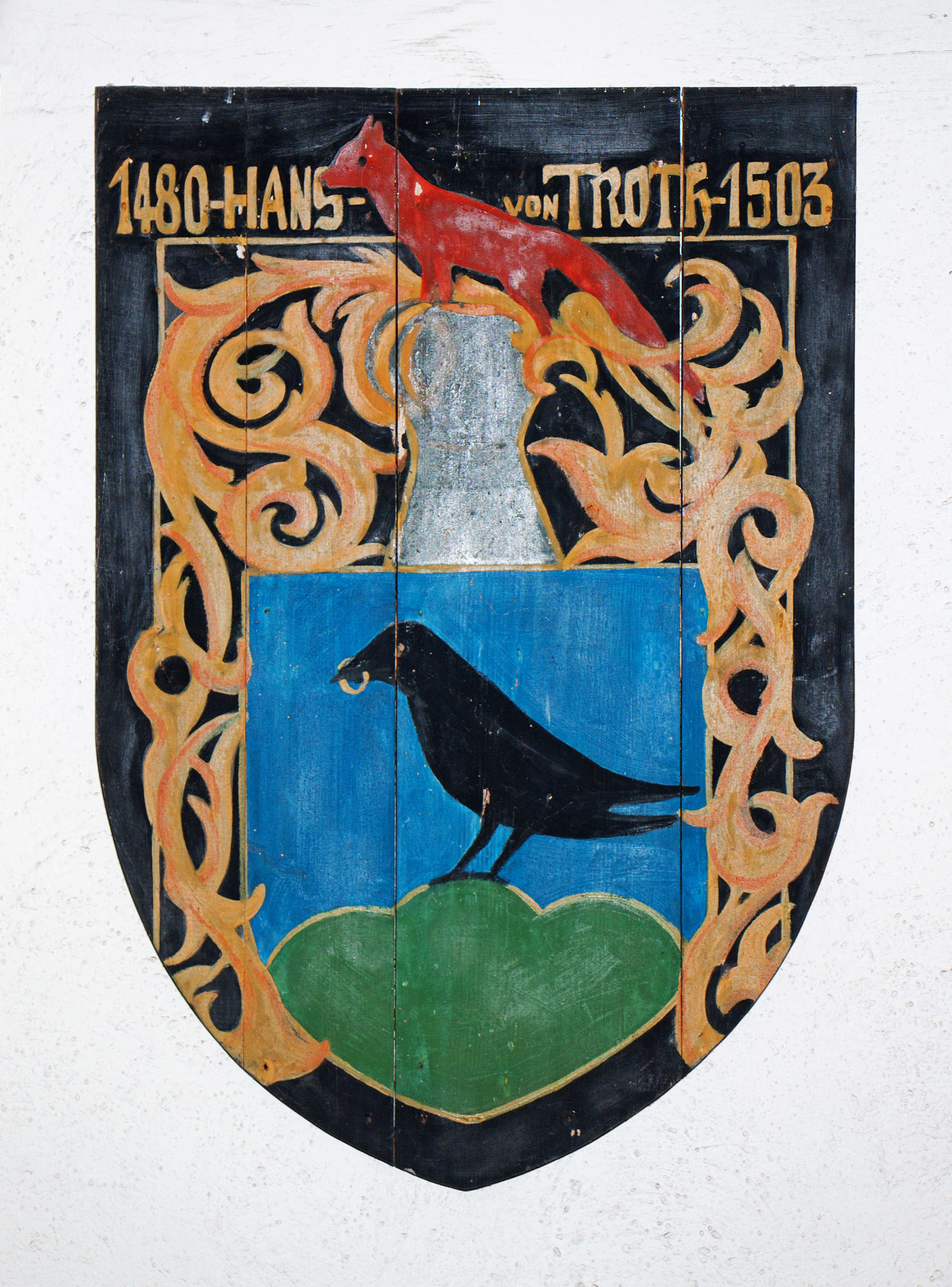
Wappen des Hans von Trotha

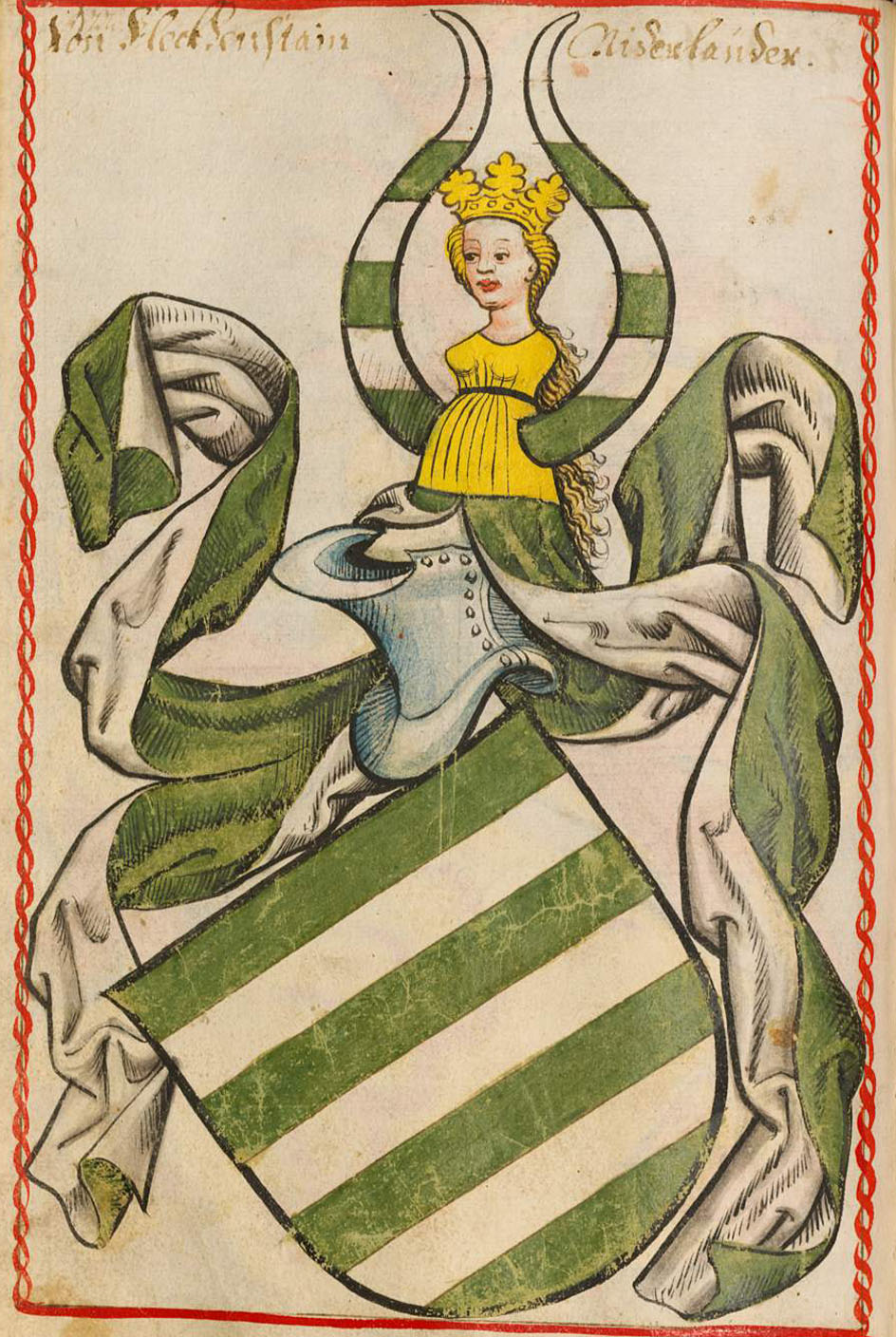
Stammwappen der Fleckensteiner

Hans aus dem Adelsgeschlecht von Trotha, das seinen Ursprung im Saalekreis hatte, war der vierte Sohn des erzbischöflich-magdeburgischen Marschalls Thilo von Trotha. Hans wurde wohl 1445/50 vermutlich in Krosigk (heute Sachsen-Anhalt) geboren.:128 Er war der jüngere Bruder des 1434/35 geborenen Thilo von Trotha, der von 1466 bis 1514 Bischof von Merseburg war. Das Wappen des Hans von Trotha zeigt u. a. den Raben, das traditionelle Wappentier der Adelsfamilie.
Hans von Trotha heiratete Anna von Helmstatt. Mit ihr hatte er nur einen Sohn, Christoph; dieser folgte seinem Vater als Inhaber der Burg Berwartstein nach, indem er mit dieser 1511 durch den Kurfürsten Ludwig V. von der Pfalz belehnt wurde. Christoph ehelichte Margaretha Sturmfeder von Oppenweiler; ihre gemeinsame Tochter Martha, die Friedrich den Alten von Fleckenstein geheiratet hatte, starb bereits 1536. Da Christoph ohne männliche Nachkommen blieb, erlosch mit seinem Tod 1545 die Linie, die nur aus den beiden Familien Hans von Trotha und Christoph von Trotha bestanden hatte.
Das Erbe, das vor allem aus der Lehnsherrschaft über die Burgen Berwartstein und Grafendahn bestand, fiel an Christophs verwitweten Schwiegersohn Friedrich den Alten von Fleckenstein. Diesem folgte bereits 1549 dessen Sohn Hans von Fleckenstein nach, Hans von Trothas Urenkel.

## Leben

### Karriere in der Kurpfalz
Als nachgeborener – vierter – Sohn einer Adelsfamilie, der erst nach seinen drei älteren Brüdern erbberechtigt war, trat Hans schon als junger Mann Anfang der 1470er Jahre in die Dienste Friedrich I. von der Pfalz. Die Verbindung zum Pfalzgrafen war womöglich über dessen Verwandten, den Magdeburger Erzbischof Johann zustande gekommen, den Gönner seines Bruders Thilo. Anfang 1471 stand Hans von Trotha im Belagerungsheer des Pfalzgrafen vor Wachenheim, in dem auch der Kurprinz und spätere Kurfürst Philipp von der Pfalz kämpfte. Zwischen beiden, die etwa gleichaltrig waren, entwickelte sich ein enges, Jahrzehnte währendes Vertrauensverhältnis. 1474 war Hans an der Vorbereitung der Hochzeit Philips mit Margarete von Bayern-Landshut in Amberg beteiligt und begleitete seinen Herrn 1475 zur Landshuter Hochzeit.:129–130 An beiden Hochzeiten nahm auch sein Bruder Thilo teil, der Merseburger Bischof.
1480 belohnte der Kurfürst Hans von Trotha mit zwei Burgen im Wasgau zu erblichem Lehen, nämlich Berwartstein „samt allem Zugehör“ sowie Grafendahn.

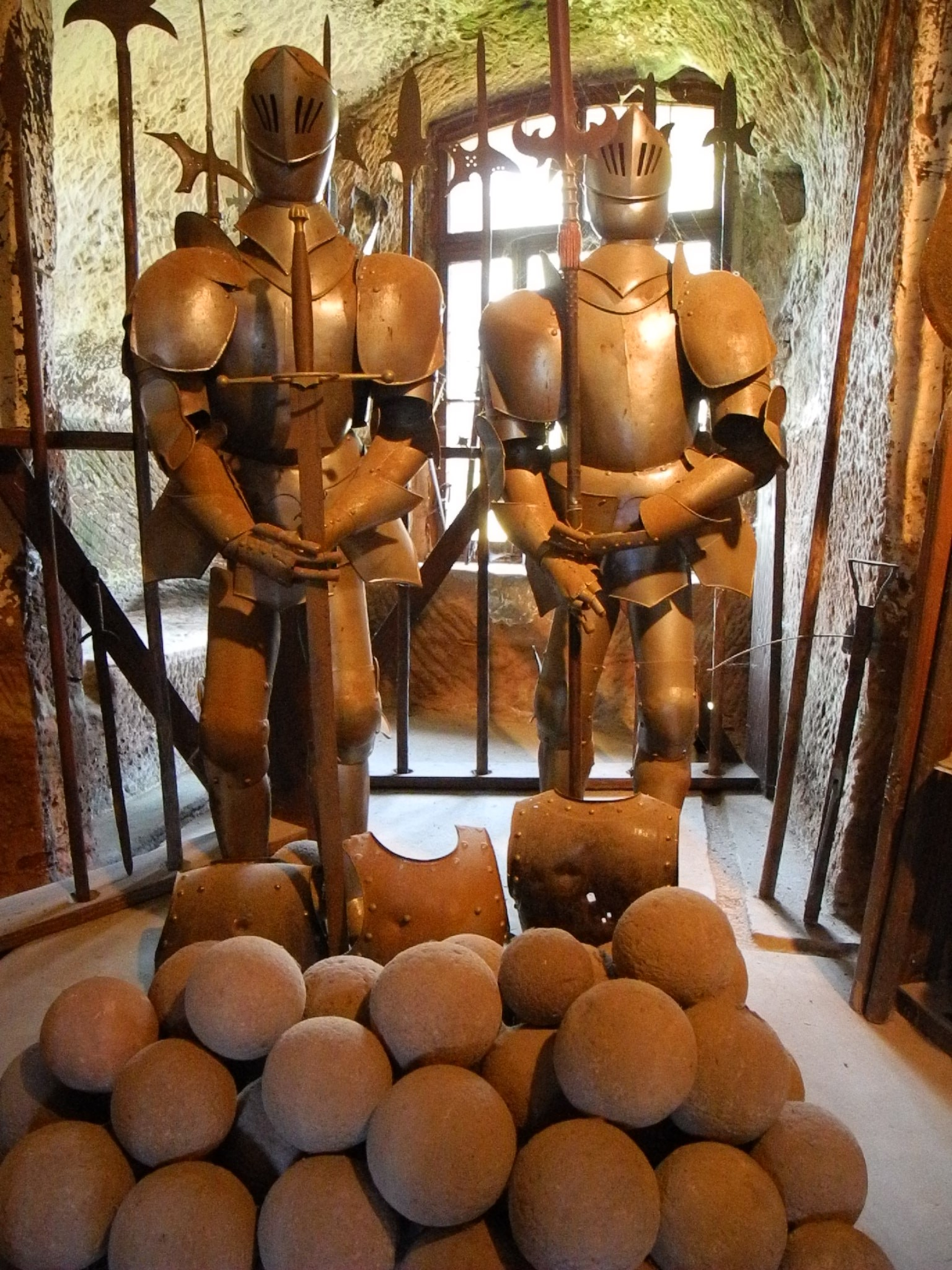
Rüstungen und Kanonenkugeln
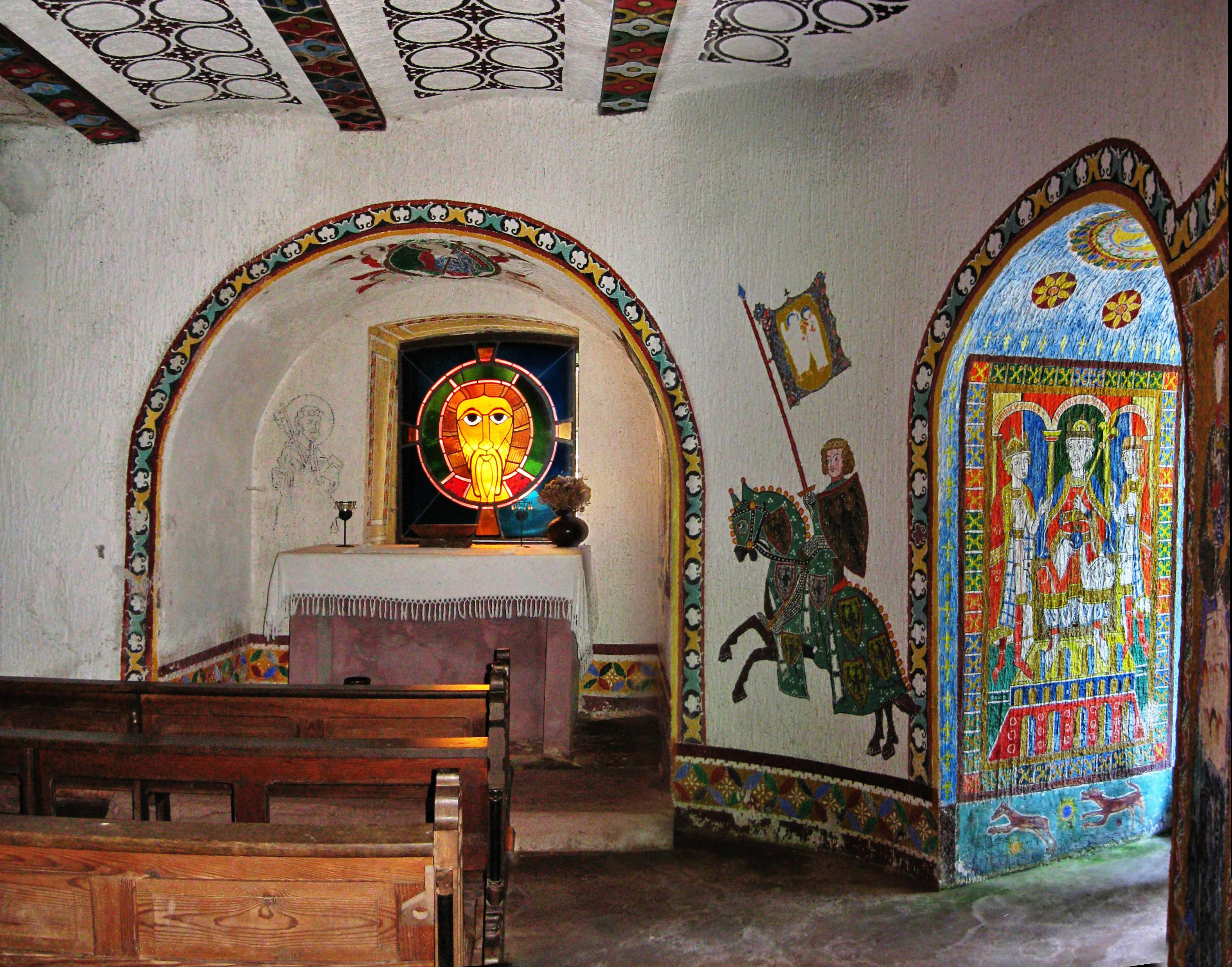
Burgkapelle des Berwartsteins
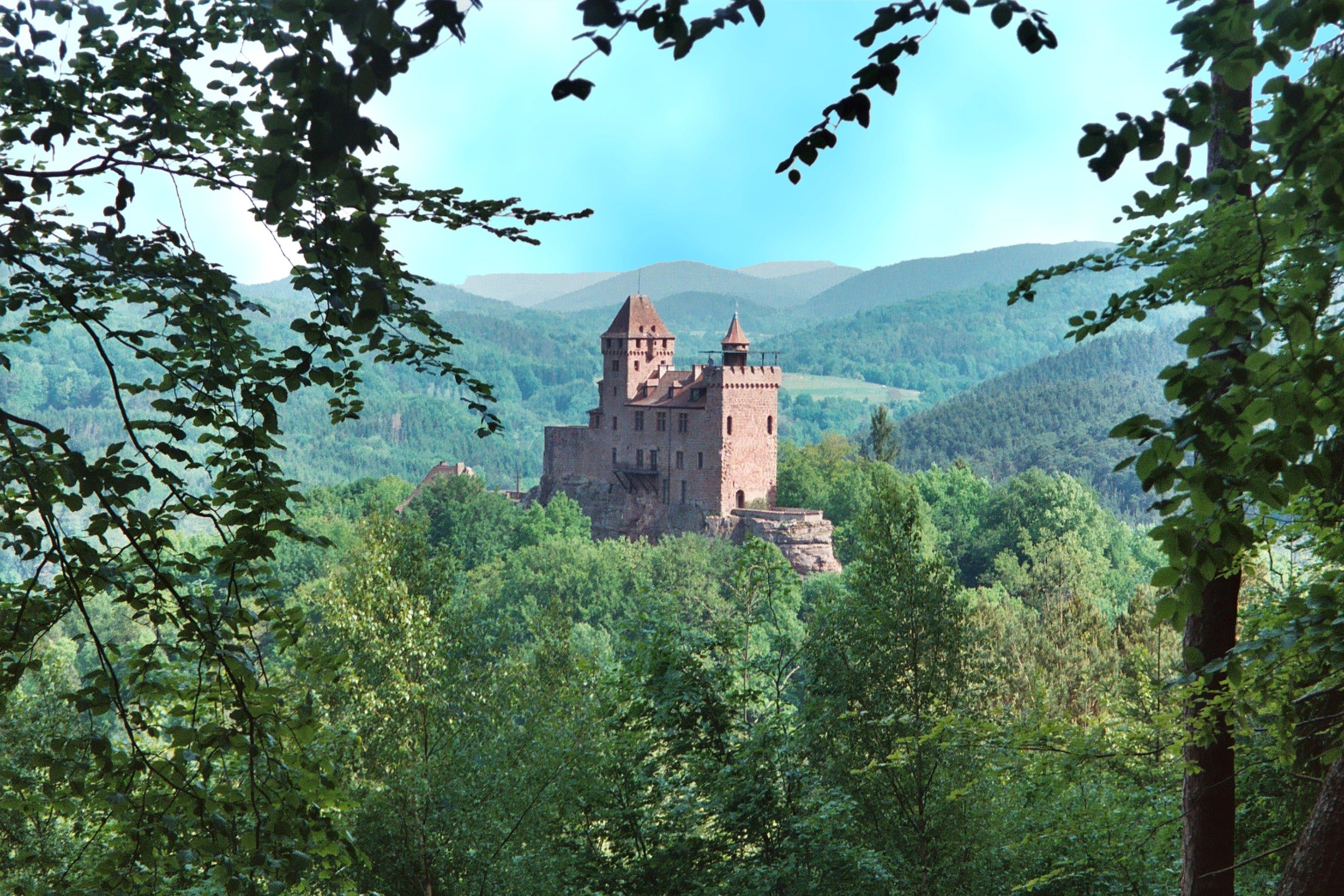
Starke Bastion: Burg Berwartstein auf der einen Seite…
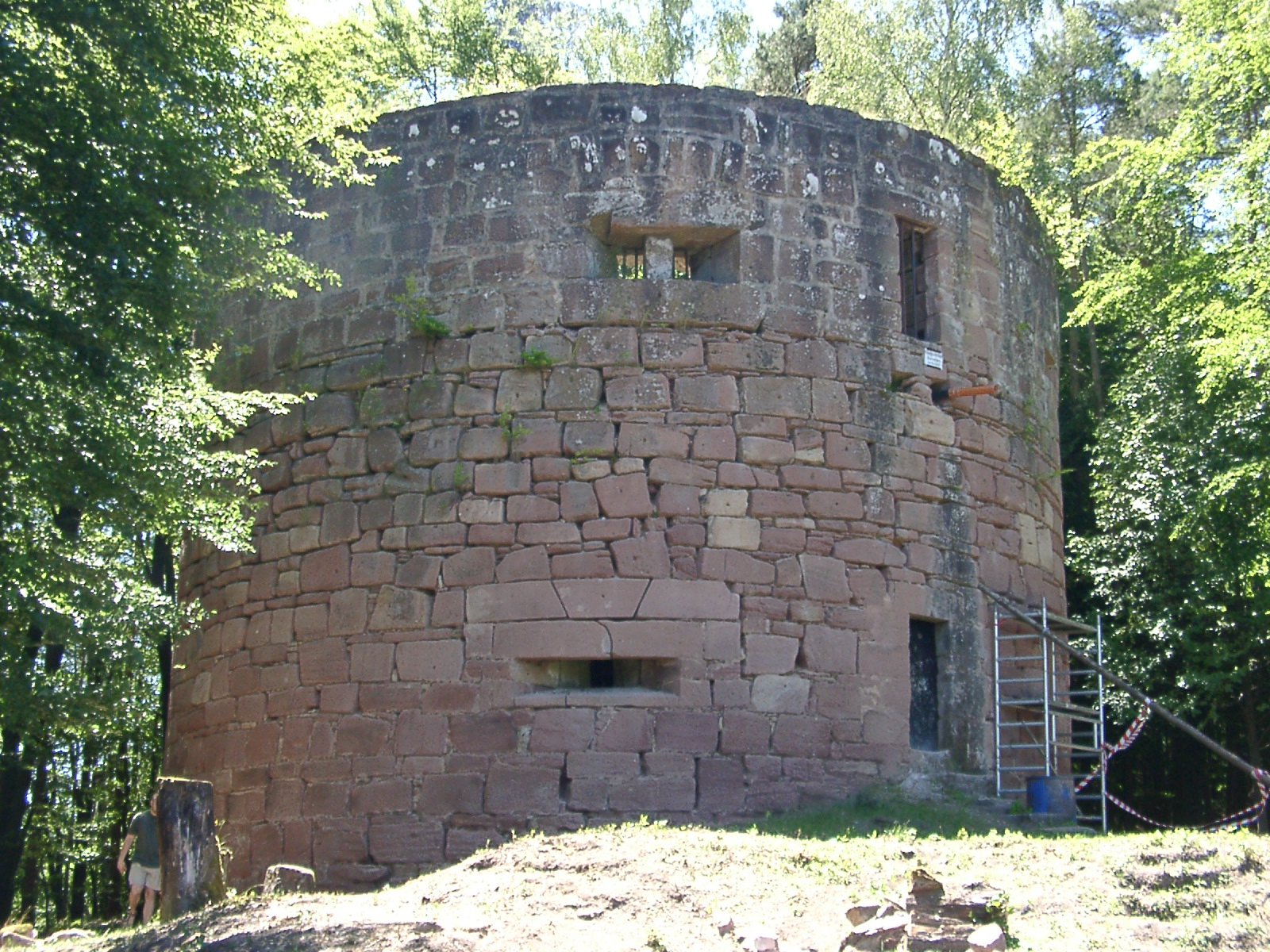
…kanonenbestücktes Vorwerk Klein-Frankreich auf der anderen
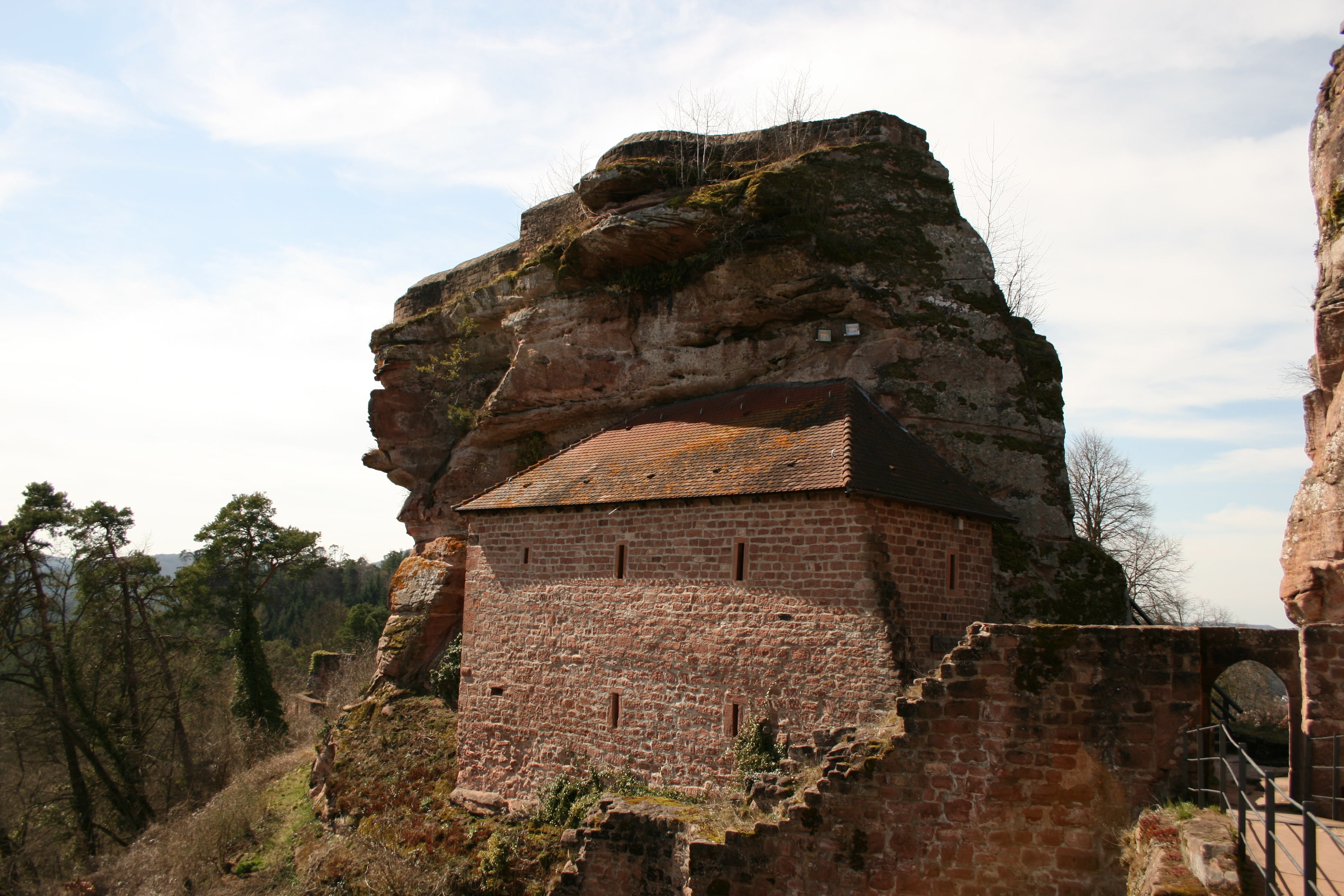
Burg Grafendahn, schon um 1500 „unbewohnbar“

Binnen vier Jahren baute der Ritter den Berwartstein zu einer Festung aus, die für damalige Verhältnisse uneinnehmbar erschien. Dies erreichte er unter anderem dadurch, dass er 1484 auf dem der Burg gegenüberliegenden Nordhang des Nestelbergs das Vorwerk Klein-Frankreich errichten ließ. Die Anlage bestand vor allem aus einem mächtigen Batterieturm, auf dessen Plattform langrohrige Feldschlangen aufgestellt werden konnten. Nun war es möglich, Belagerer des Berwartsteins von zwei Seiten unter zielgenaues Kreuzfeuer zu nehmen. Die Belagerer konnten jedoch den Batterieturm von hinten angreifen.
An der 6 km nordwestlich gelegenen Burg Grafendahn zeigte Hans von Trotha kein Interesse. Vermutlich war sie bereits marode, als er sie erhielt. Sie wurde um 1500 als „unbewohnbar“ bezeichnet.

### Fehde mit dem Kloster Weißenburg
Bekannt wurde Hans durch seine anschließende Fehde mit dem Kloster Weißenburg im Elsass und dessen Abt Heinrich von Homburg, der von 1475 bis 1496 dem zum Orden der Benediktiner gehörenden Kloster vorstand. Denn der Berwartstein und einiges mehr, was zu der Burg gehörte, eben das „Zugehör“, stand ursprünglich im Eigentum des Klosters. Die Kurpfalz hatte nach Ansicht des Abtes kein rechtmäßiges Eigentum erworben, weil das Kloster sich 1453 lediglich unter den Schutz des Kurfürsten stellen wollte, indem es ihm das sogenannte Öffnungsrecht gewährte. Als Hans von Trotha 1485 schließlich zu der Burg noch das „Zugehör“ einforderte, wandte sich der Abt um Beistand an den Kurfürsten. Dieser reagierte jedoch anders als vom Kloster erwartet: Er verlegte sich zunächst auf Ausflüchte, dann erhob er von Trotha in den Rang eines Marschalls und verkaufte ihm die gesamten strittigen Liegenschaften.

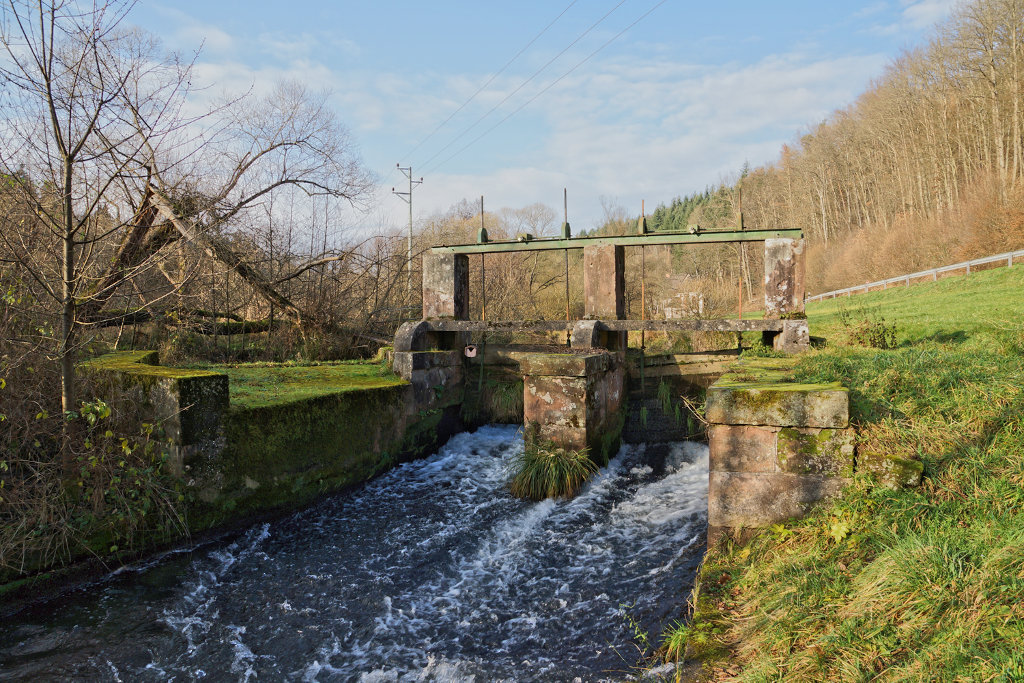
Wieslauter oberhalb von Niederschlettenbach
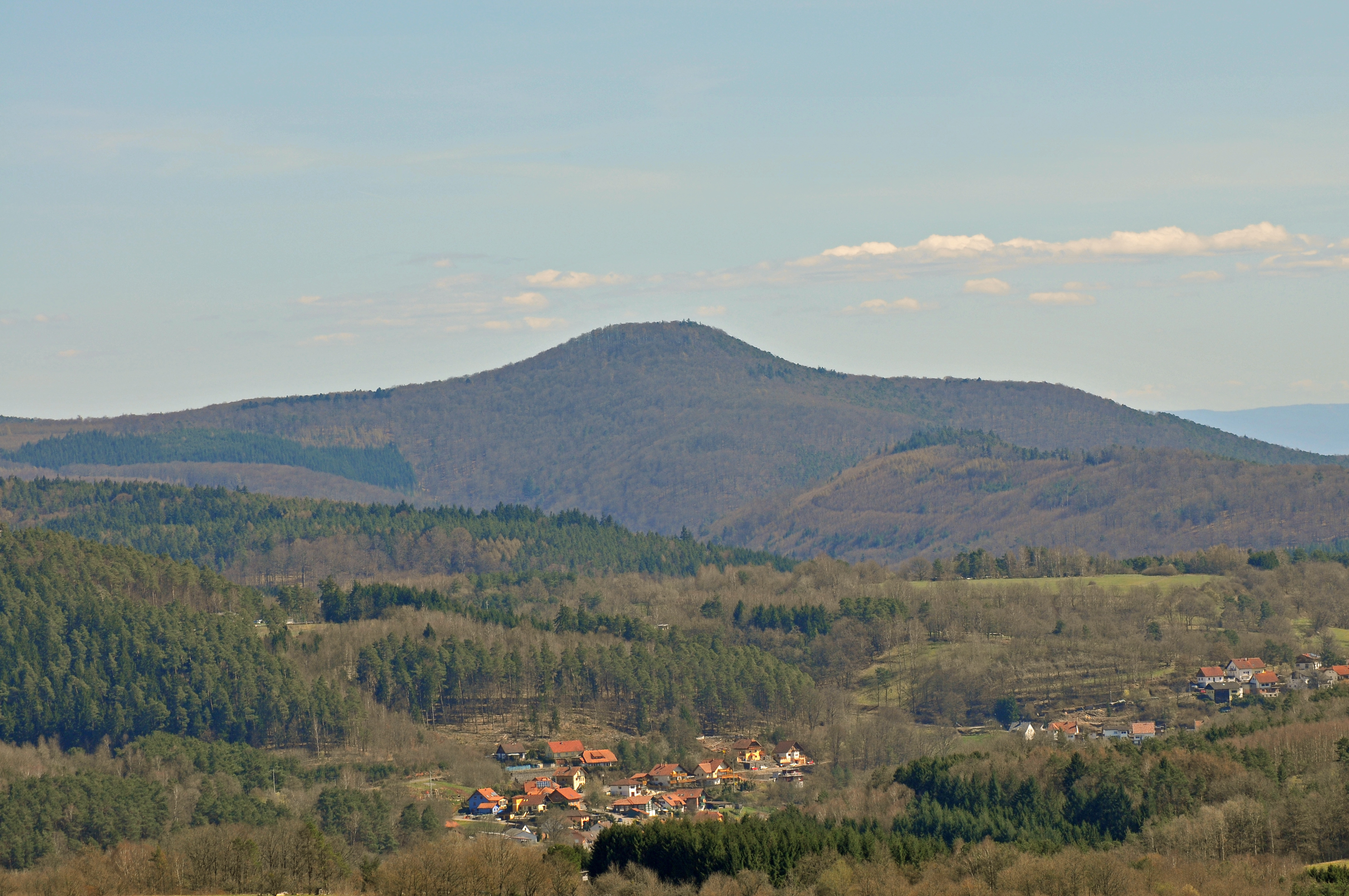
Bobenthaler Knopf, an dessen Fuß die Wieslauter gestaut wurde
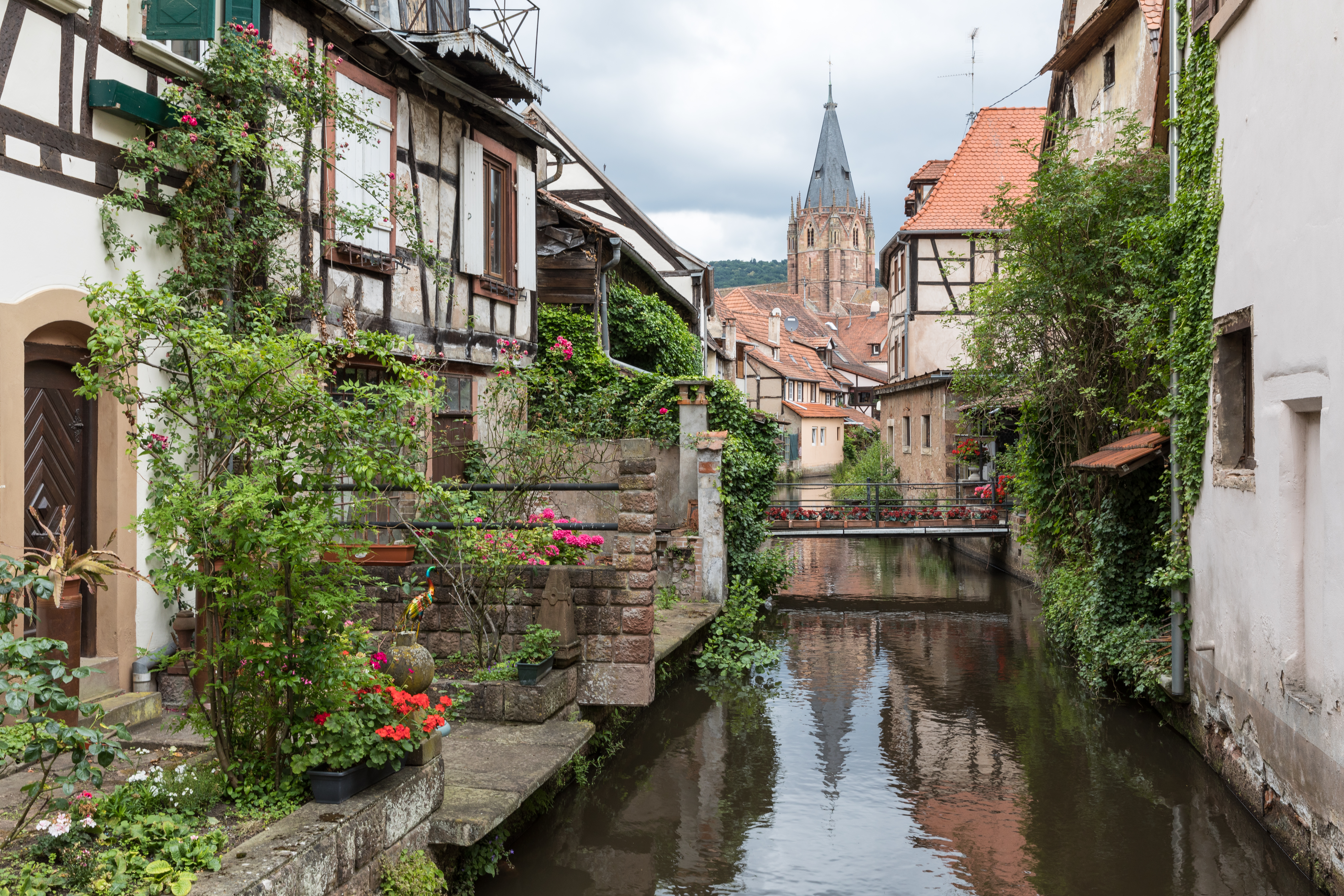
Lauterkanal in Weißenburg (heute Wissembourg)
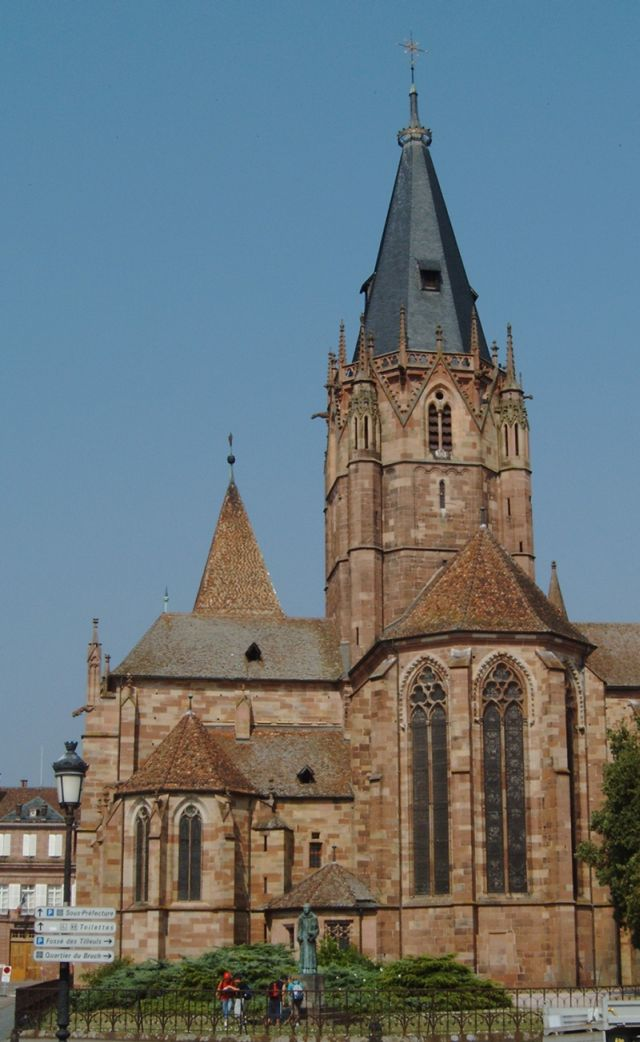
Ehemalige Klosterkirche
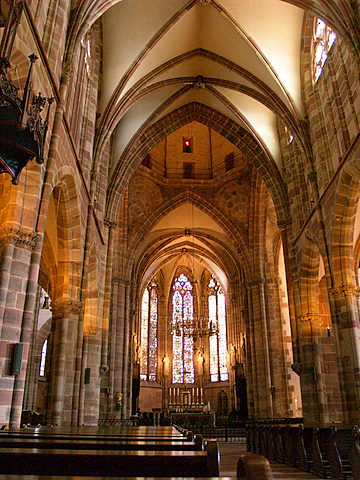
Ehemalige Klosterkirche, Innenraum

Als die Streitigkeiten mit dem Kloster auf dem Höhepunkt angelangt waren, ließ Hans von Trotha die nahe Wieslauter aufstauen und entzog so dem abwärts gelegenen Klosterstädtchen Weißenburg zunächst das Wasser. Die Sperre errichtete der Ritter bei der Ortschaft Bobenthal 5 km südlich des Berwartsteins. Dort, 8 km oberhalb von Weißenburg, durchfließt das Flüsschen einen Engpass, der durch den Bobenthaler Knopf (534 m, links der Wieslauter auf pfälzischer Seite) und den Dürrenberg (521 m, rechts auf elsässischer Seite) gebildet wird. Es entstand ein kleiner Stausee, der die vor Bobenthal gelegene Talaue überflutete. Die Beschwerden des Abtes beantwortete Trotha wie geplant mit dem Einreißen des Dammes – und verursachte ohne Vorwarnung in Weißenburg eine gewaltige Überschwemmung mit erheblichen wirtschaftlichen Schäden.

### Reichsacht und Kirchenbann
Der Ritter führte in der Folgezeit offen einen Kleinkrieg gegen den Abt. Als auch die Anrufung des Kaisers dem Ritter keinen Einhalt gebieten konnte, wandte sich der Abt 1491 an Papst Innozenz VIII. Acht Jahre später – sowohl der Abt als auch dieser Papst waren mittlerweile gestorben – wurde Hans von Trotha, nunmehr durch Alexander VI., vor das päpstliche Gericht geladen, um über seine Kirchentreue befragt zu werden. Doch der Ritter lehnte es ab, nach Rom zu reisen, und schrieb stattdessen einen Brief an die päpstliche Adresse. Darin betonte er einerseits seinen christlichen Glauben, andererseits bezichtigte er den Borgia-Papst mit hintergründigen Formulierungen der Sittenlosigkeit. Trotha wurde daraufhin mit dem Kirchenbann belegt. Um nicht das gleiche Schicksal zu erleiden, musste sich sein bisheriger Gönner, der Kurfürst, von seinem Gefolgsmann lossagen. Bereits 1496 war der römisch-deutsche König und spätere Kaiser Maximilian I. gezwungen gewesen, gegen den Ritter die Reichsacht auszusprechen.

### Tod und Rehabilitierung

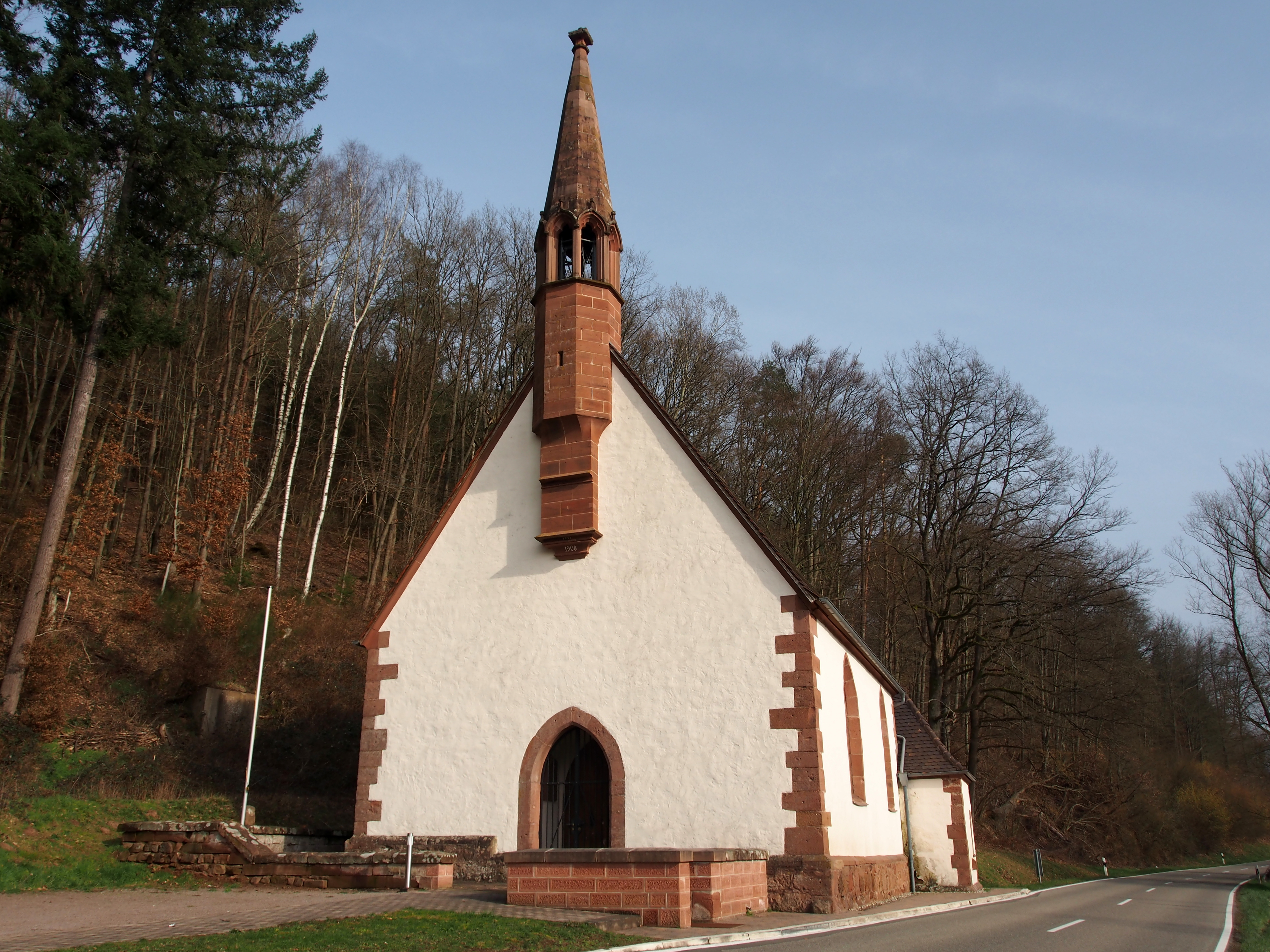
Grablege: St.-Anna-Kapelle

Hans von Trotha kümmerten die Sanktionen seitens Kaiser und Kirche wenig, und er starb 1503 eines natürlichen Todes. Zwei Jahre später waren die Ächtungen aufgehoben; sein Leichnam, zunächst vorläufig bestattet, konnte mit kirchlichen Ehren in der zu Niederschlettenbach gehörenden St.-Anna-Kapelle beigesetzt werden, die 4 km vom Berwartstein entfernt oberhalb der Mündung des Erlenbachs in die Wieslauter liegt. 1967 ließ die Familie von Trotha in der Kapelle eine Erinnerungstafel anbringen.

## Bedeutung
Die Ereignisse um die Wasserfehde mit dem Kloster sind im Rittersaal der Burg Berwartstein bildlich dargestellt. Der 150 Personen fassende Rittersaal wird heute als Restaurant genutzt, ist aber für Besichtigungen frei zugänglich.
Hans von Trotha, der mit etwa zwei Meter Körpergröße auch für heutige Verhältnisse von imponierender Statur gewesen sein soll, ging unter seinem volkstümlich verballhornten Namen „Hans Trapp“, gelegentlich auch „Hans Trott“ oder „Hans Drot“, ins Sagengut des Umlandes ein. Er wurde dabei im Laufe der Zeit zum Kinderschreck verzerrt, der als „schwarzer Ritter“ angeblich keine Ruhe findet und nächtens durch den Wasgau geistert. In einer jüngeren Variante der Sage vom Jungfernsprung muss sein Name für den Unhold herhalten, welcher der weiblichen Hauptperson die Unschuld rauben will.

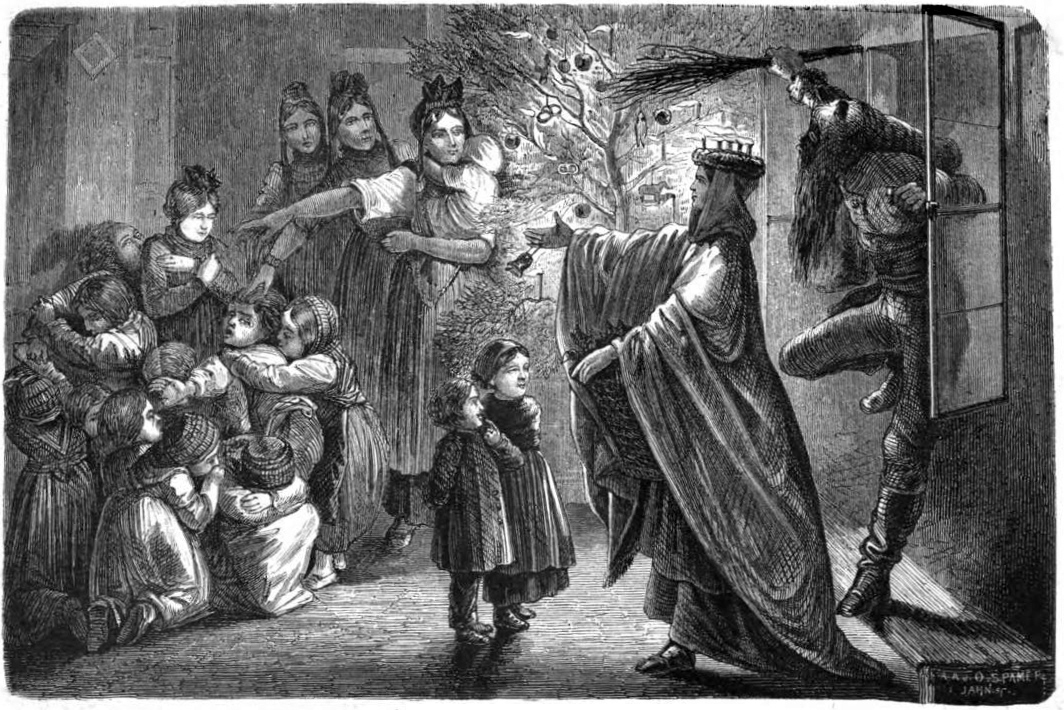
„Christkindchen und Hans Trapp im Elsaß“ (Illustration von 1863)

Im benachbarten Elsass wird der Name Hans Trapp benutzt, um Kinder in Furcht zu versetzen; Hans Trapp und nicht Knecht Ruprecht tritt hier im Gefolge von Nikolaus oder Christkind auf. Aussehen und Ausstattung des Hans Trapp (weißer Bart, Zipfelmütze und Rute) werden in folgendem Dialektgedicht aus dem Elsass beschrieben, das daneben ins Hochdeutsche übertragen ist:
| D’r Hans Trapp Schoi, do kummt d’r Hans Trapp. Ar het a scheni Zepfelkapp’ Un a Bart wiss wie a Schimmel. Ar kummt vum schena Starnehimmel Un bringt da Kinder a Ruada, Wu net dien singe un bata. Schoi, Hans Trapp, mir sin so klein Un brav un folje d’heim. Müesch net kumme mit dim Stacka, Denn mir kenne singe un oi bata. | Der Hans Trapp Schau, da kommt der Hans Trapp. Er hat eine schöne Zipfelkapp’ Und einen Bart weiß wie ein Schimmel. Er kommt vom schönen Sternenhimmel Und bringt den Kindern eine Rute, Die nicht tun singen und beten. Schau, Hans Trapp, wir sind so klein Und brav und folgen daheim. Musst nicht kommen mit dei’m Stecken, Denn wir können singen und auch beten. |

In Weißenburg findet im Advent ein Umzug mit dem Christkind und Hans Trapp statt.